# Корнье, Бенжамен
Бенжаме́н Корнье́ (фр. Benjamin Corgnet; 6 апреля 1987, Тьонвиль, Франция) — французский футболист, полузащитник клуба «Бур-ан-Бресс».

## Клубная карьера

### «Дижон»
Бенжамен Корнье начинал карьеру футболиста в любительских клубах «Мийери Вурль» «Шасселе». В 2010 году полузащитник перешёл в «Дижон», выступавший в то время в Лиге 2. Дебютировал в профессиональном футболе 30 июля 2010 года в матче Кубка лиги против «Амьена»
.
Матч с «Анже», сыгранный 6 августа 2010 года стал для футболиста первым в Лиге 2
.
Первый гол в профессиональной карьере Корнье забил 17 сентября 2010 года в ворота «Эвиана»
.
По итогам сезона 2010/2011 «Дижон» вышел в Лигу 1 и в прошедшем 7 августа 2011 года матче с «Ренном» Бенжамена Корнье впервые сыграл в сильнейшем дивизионе Франции
.
Первый гол в Лиге 1 полузащитник забил в ворота лионского «Олимпика» 10 сентября 2011 года с передачи Бриса Жовиаля
.
В сезоне 2011/12 «Дижон» занял предпоследнее, 19-е место в чемпионате и покинул Лигу 1. Корнье успел провести за клуб ещё 4 матча в сезоне 2012/13 Лиги 2, после чего вернулся в сильнейшую французскую лигу, став игроком «Лорьяна».

### «Лорьян»
Полузащитник дебютировал за «мерлузовых» 16 сентября 2012 года (в чемпионате страны против «Ренна»
.
Гол в ворота Николя Пеннето из «Валансьена» стал для Корнье первым за новый клуб, но не помог «Лорьяну» избежать разгромного поражения
.
В конце сезона на счету полузащитника было 5 забитых мячей в 26 сыгранных в чемпионате Франции матчах.

### «Сент-Этьен»
Летом 2013 года Бенжамен Корнье пополнил ряды «Сент-Этьена». В составе этого клуба футболист впервые в своей карьере сыграл в Лиге Европы (в матче против «Милсами» 1 августа 2013 года)

## Личная жизнь
У Корнье и его жены Барбары есть два сына: Жоланн (род. 26.04.2012) и Мило (род. в апреле 2015).

## Статистика
| Клуб                  | Сезон                 | Чемпионат             | Чемпионат | Чемпионат | Кубки | Кубки | Еврокубки | Еврокубки | Всего | Всего |
| Клуб                  | Сезон                 | Лига                  | Игры      | Голы      | Игры  | Голы  | Игры      | Голы      | Игры  | Голы  |
| --------------------- | --------------------- | --------------------- | --------- | --------- | ----- | ----- | --------- | --------- | ----- | ----- |
| Дижон                 | 2010/11               | Лига 2                | 32        | 1         | 1     | 0     | 0         | 0         | 33    | 1     |
| Дижон                 | 2011/12               | Лига 1                | 36        | 8         | 4     | 0     | 0         | 0         | 40    | 4     |
| Дижон                 | 2012/13               | Лига 2                | 4         | 3         | 1     | 0     | 0         | 0         | 5     | 3     |
| Всего за «Дижон»      | Всего за «Дижон»      | Всего за «Дижон»      | 72        | 12        | 6     | 0     | 0         | 0         | 78    | 12    |
| Лорьян                | 2012/13               | Лига 1                | 26        | 5         | 3     | 0     | 0         | 0         | 29    | 5     |
| Всего за «Лорьян»     | Всего за «Лорьян»     | Всего за «Лорьян»     | 26        | 5         | 3     | 0     | 0         | 0         | 29    | 5     |
| Сент-Этьен            | 2013/14               | Лига 1                | 3         | 0         | 0     | 0     | 3         | 0         | 6     | 0     |
| Всего за «Сент-Этьен» | Всего за «Сент-Этьен» | Всего за «Сент-Этьен» | 3         | 0         | 0     | 0     | 3         | 0         | 6     | 0     |
| Всего за карьеру      | Всего за карьеру      | Всего за карьеру      | 101       | 17        | 9     | 0     | 3         | 0         | 113   | 17    |